# Spoorgas
Een spoorgas (Engels: trace gas) is een gas dat minder dan 1% van de atmosfeer rond een vast hemellichaam uitmaakt. In de aardatmosfeer zijn de enige gassen die geen spoorgassen zijn distikstof (78,1% van de aardatmosfeer) en zuurstof (20,9% van de aardatmosfeer). Het gas dat daarna het meeste aanwezig is is argon, dat 0,934% van de atmosfeer vormt en als gevolg van radioactief verval voortdurend opnieuw wordt aangemaakt. Ook waterdamp is een spoorgas dat relatief veel voorkomt in de aardatmosfeer, in wisselende hoeveelheden. Sommige spoorgassen zijn volledig antropogeen, wat wil zeggen dat ze louter door menselijk toedoen in de atmosfeer terecht zijn gekomen. Andere gassen zoals koolstofdioxide, methaan en verschillende broeikasgassen zijn gedeeltelijk ook antropogeen, maar worden daarnaast geproduceerd door planten en micro-organismen en geothermische bronnen.
Met behulp van een ionenmobiliteitsspectrometer (IMS) kunnen zeer kleine hoeveelheden spoorgas in de atmosfeer worden gemeten.